# De vilde engle
De vilde engle er en amerikansk film fra 1966 om en motorcykelbande i Los Angeles filmen er instrueret af Roger Corman.

## Medvirkende
- Peter Fonda som Heavenly Blues
- Nancy Sinatra som Mike
- Bruce Dern som Loser
- Diane Ladd som Gaysh
- Buck Taylor som Dear John
- Norman Alden som Medic
- Michael J. Pollard som Pigmy
- Lou Procopio som Joint